# اكاندو
اكاندو (بالإنجليزية: Lawrence Akandu)‏ (10 ديسمبر 1974 بنيجيريا - ) هو لاعب كرة قدم نيجيري في مركز الدفاع. شارك مع منتخب هونغ كونغ لكرة القدم. أما مع النوادي، فقد لعب مع نادي كيتشي وHappy Valley AA ‏ وSun Source FC ‏ وHong Kong Football Club ‏ وYuen Long FC ‏ وHoi Fan ‏ وMutual FC ‏ وShatin SA ‏.

## وصلات خارجية
- اكاندو على موقع ناشيونال فوتبول تيمز (الإنجليزية)